# Maranzana
Maranzana, (Maransan-a en piemontès) és un municipi situat al territori de la província d'Asti, a la regió del Piemont (Itàlia).
Limita amb els municipis de Alice Bel Colle, Cassine, Mombaruzzo i Ricaldone.